# Thái Thảo
Thái Thảo (sinh năm 1961) là một ca sĩ Việt Nam ở hải ngoại thuộc thế hệ thứ hai. Cô tên thật là Phạm Thị Thái Thảo, sinh năm 1961 ở Sài Gòn, nhưng đều có cha mẹ là gốc Hà Nội, cha là nhạc sĩ Phạm Duy, mẹ là ca sĩ Thái Hằng .
Thái Thảo thuộc về trong đại gia đình nghệ sĩ. Ngoài người cha là nhạc sĩ Phạm Duy, mẹ là ca sĩ Thái Hằng, còn có dì ruột là danh ca Thái Thanh, cậu ruột là các nhạc sĩ Phạm Đình Chương (tức Hoài Bắc), Phạm Đình Viêm (tức Hoài Trung) và Phạm Đình Sỹ (tức Hoài Nam). Các anh chị ruột Duy Quang, Duy Cường, Thái Hiền đều thành công trên con đường nghệ thuật. Ngoài ra cô còn có chồng là ca sĩ Tuấn Ngọc, các chị em họ như Mai Hương, Ý Lan.
Sau sự kiện 30 tháng 4 năm 1975, lúc 14 tuổi, Thái Thảo theo cha mẹ cùng chị là ca sĩ Thái Hiền và hai em di tản qua Hoa Kỳ, còn bốn người anh thì kẹt lại ở Sài Gòn . Cô tiếp tục việc học ở Hoa Kỳ, hai năm đầu gia đình cô sống ở Florida , và từ mùa hè năm 1977 ở Midway City, California .
Thái Thảo bắt đâu bắt đầu sự nghiệp ca hát từ 1979, là một thành viên của ban nhạc gia đình The Dreamers, cho tới khoảng 1984 thì thực sự trở thành một ca sĩ chuyên nghiệp. Cô lập gia đình với nam ca sĩ Tuấn Ngọc năm 1994. Sau đó cô thôi hát chuyên nghiệp để dành thì giờ cho gia đình, và từ năm 2004 thì thôi hát hẳn. Hai người có một người con gái, riêng cô có hai người con trai riêng. Sau này, những khi ca sĩ Tuấn Ngọc về Việt Nam biểu diễn, cô thường về theo và đôi khi lên sân khấu song ca với chồng một hai bài.

## Sự nghiệp
Năm 1979 - sau khi bốn người anh qua được Hoa Kỳ - cô bắt đầu tham gia ban nhạc gia đình The Dreamers gồm Duy Quang, Duy Minh, Duy Hùng, Duy Cường, Thái Hiền và Julie .
Những năm đầu thập niên 80, cô được coi như là ca sĩ chính trong gia đình hát nhạc disco hay new wave. Nhạc sĩ Phạm Duy đã soạn lời Việt cho nhiều bài hát disco/new wave cho cô hát như Leo Lên Xe Này (Jump in My Car), Hỡi Cô Bé (Hi Girl), Cầu Cứu Tình Yêu (S.O.S For Love), Mắt Nâu Đen (Ebony Eyes)...
Năm 1985, 24 tuổi, cô trở thành ca sĩ chuyên nghiệp và hát trong nhiều album nhạc với những nhạc phẩm như Đừng Nói Đã Quên (Don't You Said You Don't Remember), Nàng Đã Ra Đi (Run Away), Anh Và Em (You And Me)...
Thái Thảo tham dự trong chương trình nhạc "Thái Thanh - Đêm Tái Ngộ" năm 1985 và song ca với Thái Hiền nhạc phẩm Khúc Hát Thanh Xuân .
Những năm đầu thập niên 90 cô vẫn tiếp tục hát nhạc ngoại quốc do Phạm Duy đặt lời Việt. Năm 1991 cô ra mắt album nhạc đầu tay Tình Em  gồm 10 bài nhạc ngoại quốc lời Việt. Tuy nhiên cô cũng bắt đầu hát nhạc Việt Nam trong các chương trình video Paris By Night, và thực hiện một album nhạc Việt Nam tên Rời Nhau năm 1993.
Năm 1994, Thái Thảo kết hôn với nam ca sĩ Tuấn Ngọc. Sau đó cô không còn thường xuyên đi hát nữa để thì giờ lo chuyện gia đình. Tuy nhiên cô vẫn thỉnh thoảng còn xuất hiện trong vài chương trình ca nhạc lớn, và thường song ca với chồng là ca sĩ Tuấn Ngọc.
Năm 2002 cô cùng gia đình tham gia một số chương trình nhạc kỉ niệm 60 năm âm nhạc Phạm Duy ở Hoa Kỳ và Pháp (Paris). Cô đơn ca nhạc phẩm Đêm Xuân và Đố Ai, song ca cùng Thái Hiền nhạc phẩm Tiếng Sáo Thiên Thai và song ca nhạc phẩm Cỏ Hồng với chồng là ca sĩ Tuấn Ngọc .
Thái Thảo cũng tham gia vô những album trường ca của nhạc sĩ Phạm Duy như là Minh Họa Kiều và Trường ca Hàn Mặc Tử

## Các tiết mục thu hình

### Trung tâm Thúy Nga
| STT | Tiết mục                                                              | Thể hiện với                       | Chương trình       | Năm  |
| --- | --------------------------------------------------------------------- | ---------------------------------- | ------------------ | ---- |
| 1   | Bài Ngợi Ca Tình Yêu                                                  | solo                               | Tình Yêu Và Ảo Ảnh | 1991 |
| 2   | Uống Nước Bên Bờ Suối (Lê Uyên Phương)                                | Tuấn Ngọc                          | Paris By Night 18  | 1992 |
| 3   | Tuổi Ngọc (Phạm Duy)                                                  | solo                               | Paris By Night 19  | 1993 |
| 4   | Giọt Nước Mắt Ngà (Ngô Thụy Miên)                                     | solo                               | Paris By Night 21  | 1993 |
| 5   | Thương Nhau Ngày Mưa (Nguyễn Trung Cang)                              | Tuấn Ngọc                          | Paris By Night 24  | 1993 |
| 6   | Cho Lần Cuối (Lê Uyên Phương)                                         | Tuấn Ngọc                          | Paris By Night 25  | 1994 |
| 7   | LK Ngày Đó Chúng Mình, Đừng Xa Nhau, Cho Nhau (Phạm Duy)              | Tuấn Ngọc                          | Paris By Night 30  | 1995 |
| 8   | Xuân Ca (Phạm Duy)                                                    | Thái Hiền, Thiên Phượng            | Paris By Night 30  | 1995 |
| 9   | LK Viễn Du, Mẹ Trùng Dương (Phạm Duy)                                 | Duy Quang, Thái Hiền, Thiên Phượng | Paris By Night 30  | 1995 |
| 10  | LK Never Fall In Love                                                 | Tuấn Ngọc, Thái Hiền, Don Hồ       | Paris By Night 42  | 1997 |
| 11  | Yesterday (LV: Lê Hựu Hà, Nguyễn Trung Cang)                          | Duy Quang, Tuấn Ngọc, Thái Hiền    | Paris By Night 46  | 1998 |
| 12  | Bài Ca Hạnh Ngộ (Lê Uyên Phương)                                      | Tuấn Ngọc                          | Paris By Night 65  | 2002 |
| 13  | LK Nữ Ca: Kỷ Niệm, Tuổi Mộng Mơ, Tuổi Ngọc, Tuổi Thần Tiên (Phạm Duy) | Thái Hiền                          | Paris By Night 129 | 2019 |

### Trung tâm Vân Sơn
| STT | Tiết mục | Thể hiện với | Chương trình | Năm  |
| --- | --- | ------------ | ------------ | ---- |
| 1   | Beauty And The Beast | Tuấn Ngọc    | Vân Sơn 29   | 2005 |
| 2   | LK Ngậm Ngùi (Phạm Duy, Huy Cận), Ngày Đó Chúng Mình (Phạm Duy), Thương Tình Ca (Phạm Duy)                                                                         | Tuấn Ngọc    | Vân Sơn 30   | 2005 |
| 3   | Chỉ Vì Yêu Em | Tuấn Ngọc    | Vân Sơn 31   | 2005 |
| 4   | LK Nỗi Lòng Người Đi (Anh Bằng), Nhớ Mùa Thu Hà Nội (Trịnh Công Sơn), Hà Nội Mùa Vắng Những Cơn Mưa (Trương Quý Hải, Bùi Thanh Tuấn), Hà Nội Mùa Lá Bay (Hữu Xuân) | Tuấn Ngọc    | Vân Sơn 34   | 2006 |
| 5   | Vẫn Chờ Em (Trịnh Nam Sơn) | Tuấn Ngọc    | Vân Sơn 35   | 2006 |

## Thu Thanh

### Album riêng
Tình Em, 1991, Dream Studios .
Rời Nhau, 1993, Dream Studios 

### Góp mặt trong các albums
- Trường ca Hàn Mặc Tử, Phân khúc 8 - Hỡi Sứ Thần Thiên Chúa Gabriel, song ca với Thái Hiền 
- Minh Họa Kiều I 